# Dashtak
Dashtak (persan : دشتک) est une ville du district central situé dans la préfecture d'Ardal dans la province du Tchaharmahal-et-Bakhtiari en Iran, à environ 100 km à l'ouest de Shahrekord, et desservie par la route Shahrekord – Masjed Soleiman. 

## Population
La population y est essentiellement constituée de Lors bakhtiaris sédentarisés. Lors du recensement de 2006, la population de la ville était de 4 026 habitants répartis dans 898 familles. 